# رقه
رقه (به عربی: الرقة) یکی از شهرهای کشور سوریه و مرکز استان رقه است. شهر رقه در شمال شرقی سوریه و در ساحل فرات قرار دارد. بر اساس سرشماری رسمی ۲۰۰۴ این شهر با جمعیتی ۲۲۰٬۴۸۸ نفر، ششمین شهر بزرگ سوریه بود.
رقه همچنین پایتخت گروه «دولت اسلامی عراق و شام» به مدت تقریباً ۴ سال (از سال ۲۰۱۴ تا ۲۰۱۷) بوده‌است.
در جریان جنگ داخلی سوریه، این شهر در سال ۲۰۱۳ توسط مخالفان سوریه و سپس توسط داعش تصرف شد. داعش این شهر را در سال ۲۰۱۴ پایتخت خود قرار داد. در نتیجه، این شهر مورد حمله هوایی دولت سوریه، روسیه، ایالات متحده و چند کشور دیگر قرار گرفت. بیشتر اماکن مذهبی غیر سنی در این شهر توسط داعش تخریب شد، مهمترین آنها مسجد شیعه اویس القرنی، و برخی دیگر به مساجد اهل سنت تبدیل شدند. در ۱۷ اکتبر ۲۰۱۷، به دنبال یک نبرد طولانی که شاهد ویرانی گسترده‌ای در شهر بود، نیروهای دموکراتیک سوریه (SDF) بازپسگیری رقه از دولت اسلامی را اعلام کرد.

## تاریخچه
رقه در سال ۲۴۴ پیش از میلاد و در دوران سلوکیان ساخته شد. سپس توسط امپراتوری روم شرقی فتح شد و در سال ۵۴۲ بعد از میلاد در دوران امپراتوری ساسانیان نابود شد تا اینکه در سده ششم توسط جاستینین امپراتور روم شرقی دوباره ساخته شد. رقه در این دوران مرکز مسیحیان سوریه و از سال ۷۹۶ تا ۸۰۹ در دوران هارون‌الرشید مرکز خلافت عباسیان بود.
رقه محل تلاقی لشکریان علی ابن ابی‌طالب و معاویه در جنگ صفین می‌باشد

## جنگ داخلی سوریه

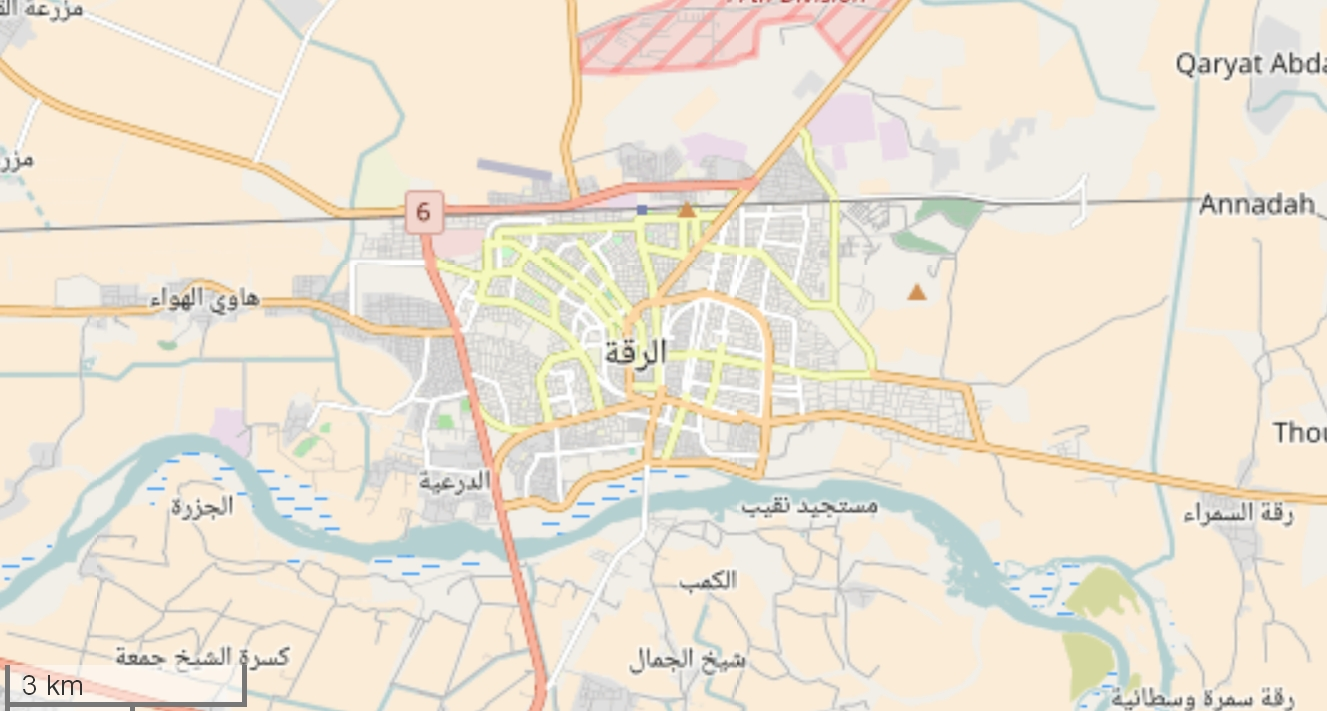
نقشه شهر رقه

در تاریخ ۷ مارس ۲۰۱۳ میلادی و در ادامه جنگ داخلی سوریه، مخالفان شامل نیروهای «جبهه النصره، احرار الشام و شاهین‌های سنی» موفق به تصرف شهر رقه و دستگیری استاندار منصوب بشار اسد شدند. چند روز بعد از آن، مخالفان در رقه، مجسمه حافظ اسد، رئیس‌جمهور سابق سوریه، را پایین آوردند. رقه از معدود بخش‌های سوریه بود که حکومت بشار اسد هیچ گونه حضوری در آن نداشت و تنها استانی بود که تماماً در کنترل مخالفان بود.
جبهه النصره وابسته به القاعده یک دادگاه شرع در مرکز ورزش این شهر تأسیس کرد و در اوایل ژوئن ۲۰۱۳، دولت اسلامی عراق و شام اعلام کرد که برای دریافت شکایات در مقر خود در رقه حضور دارد.

### مهاجرت
با ادامه جنگ داخلی سوریه بسیاری از ساکنان شهرهای حلب، حمص، ادلب و دیگر مناطق سوریه به رقه مهاجرت کردند به همین دلیل، افرادی که به رقه نقل مکان کرده بودند به این شهر لقب هتل انقلاب سوریه دادند.

### کنترل توسط دولت اسلامی (ژانویه ۲۰۱۴ - اکتبر ۲۰۱۷)

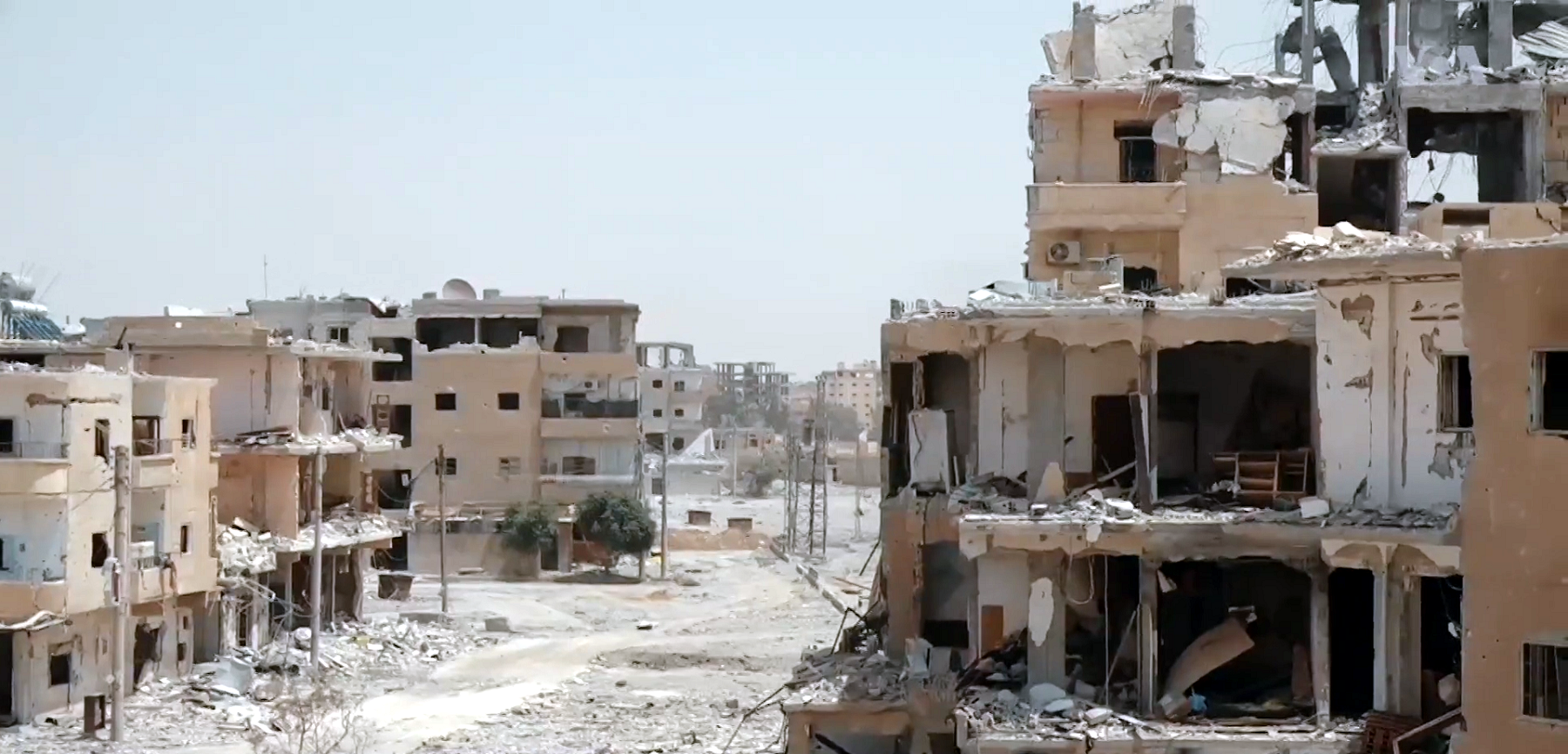
عکسی از محله‌ای در رقه، که در اوت سال ۲۰۱۷ ویران شد

نیروهای داعش در ۱۴ ژانویه ۲۰۱۴ پس از نبردی شدید با مخالفان دولت بشار اسد، کنترل شهر رقه در شمال سوریه را به دست آوردند همچنین داعش، علویان و حامیان مشکوک بشار اسد را در این شهر اعدام کرد و مساجد شیعیان این شهر و کلیساهای مسیحی را نیز ویران کرد کلیسای مسیحیان ارمنستان، که در آن زمان به مقر پلیس داعش تبدیل شد. مأموریت جذب نیرو برای داعش را برعهده داشت. پس از سیطره داعش بر شهر، عمده مسیحیان از شهر گریختند لازم است ذکر شود که تا پیش از آغاز جنگ داخلی، جمعیت مسیحی رقه، ۱۰ درصد از جمعیت کل شهر را تشکیل می‌داد.
در ۱۵ نوامبر ۲۰۱۵، فرانسه در پاسخ به حملات مرگبار داعش در پاریس، حدود ۲۰ بمب را بر روی چندین هدف داعش در رقه انداخت.
منابع طرفدار دولت سوریه اعلام کردند که اعتراضات ضد داعش در رقه، بین ۵ تا ۷ مارس ۲۰۱۶ روی داده‌است.
در تاریخ ۲۶ اکتبر سال ۲۰۱۶، اشتون کارتر وزیر دفاع آمریکا اعلام کرد نبرد بازپس‌گیری رقه از داعش، ظرف چند هفته آینده آغاز می‌شود.
نیروهای دموکراتیک سوریه با حمایت ائتلاف به رهبری آمریکا، دومین نبرد رقه را در ۶ ژوئن ۲۰۱۷ آغاز کردند و در ۱۷ اکتبر ۲۰۱۷ شهر رقه را از داعش بازپس گرفتند. بمباران رقه توسط ائتلاف به رهبری ایالات متحده منجر به ویرانی بیشتر شهر، از جمله زیرساخت‌های غیرنظامی شد. گفته می‌شود که حدود ۲۷۰٬۰۰۰ نفر از شهر رقه فرار کرده بودند و هیچ خانهٔ سالمی، برای بازگشت آن‌ها باقی نمانده بود.

### نتیجه
در پایان اکتبر سال ۲۰۱۷، دولت سوریه با صدور بیانیه ای اعلام کرد: سوریه، ادعاهای ایالات متحده و ائتلاف تحت رهبری آن در مورد آزادسازی شهر رقه از داعش را دروغی بیش نمی‌داند. بیش از ۹۰٪ از خدمات و زیرساخت‌های شهر رقه و شهرهای اطراف آن بر اثر بمباران ائتلاف آمریکایی ویران شده‌است علاوه بر آن ده‌ها هزار نفر از مردم محلی مجبور به ترک شهر شده‌اند. سوریه هنوز رقه را به عنوان یک شهر اشغالی در نظر می‌گیرد و تنها با ورود ارتش عربی سوریه می‌توان آن را آزاد شده نامید.

### کنترل توسط نیروهای دموکراتیک سوریه (اکتبر ۲۰۱۷ – تاکنون)

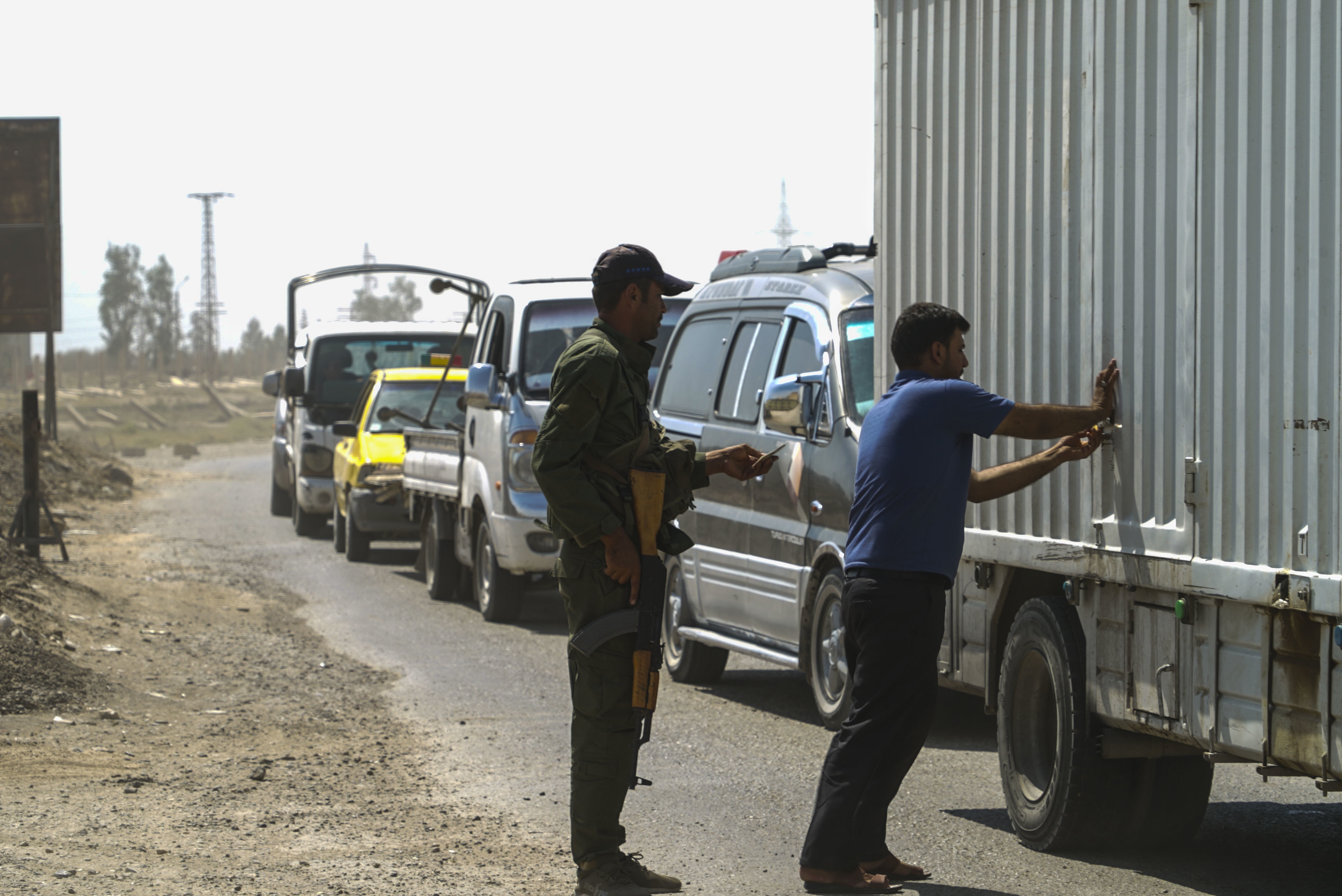
یک عضو نیروهای امنیتی داخلی رقه (RISF) در حال بازرسی از وسایل نقلیه در یک ایست بازرسی، ۱۸ اوت ۲۰۱۸

تا ژوئن ۲۰۱۹، ۳۰۰٬۰۰۰ تن از ساکنان شهر، از جمله ۹۰٬۰۰۰ نفر آواره، به این شهر بازگشته بودند و بسیاری از مغازه‌ها در این شهر بازگشایی شدند. با تلاش‌های ائتلاف جهانی و شورای مدنی رقه، چندین بیمارستان و مدرسه دولتی بازگشایی شدند، مراکز آموزشی ضد افراط‌گرایی برای جوانان تأسیس شده و بازسازی و مرمت راه‌ها، تعمیر و بازسازی جاده‌ها، نصب چراغ‌های خیابانی با انرژی خورشیدی، بازسازی آب، استقرار مجدد حمل و نقل عمومی و دفع زباله‌ها صورت گرفته‌است.
با این حال، بودجه ائتلاف جهانی برای تثبیت منطقه محدود شده‌بود و ائتلاف اعلام کرده‌است که هرگونه کمک در مقیاس بزرگ تا زمانی متوقف خواهد شد که قرارداد صلح برای آینده سوریه از طریق فرایند ژنو به دست آید. بازسازی خانه‌های مسکونی و ساختمان‌های تجاری تنها در دست شهروندان قرار گرفته‌است، حضور مداوم زباله، برق غیرقابل اطمینان و دسترسی به آب در برخی مناطق وجود دارد، مدارس هنوز فاقد خدمات اساسی و حضور سلولهای مخفی داعش هستند. در تابستان ۲۰۱۸ اعتراضات پراکنده‌ای علیه نیروهای دموکراتیک سوریه در این شهر صورت گرفته‌است.
در ۷ فوریه ۲۰۱۹، مرکز رسانه‌ای نیروهای دموکراتیک سوریه اعلام کرد که ۶۳ عامل داعش را در این شهر دستگیر کرده‌اند. بنا به گفته SDF، این افراد بخشی از یک سلول مخفی بودند و قصد خرابکاری و حمله تروریستی را داشتند که همگی در یک بازه زمانی ۲۴ ساعته بازداشت شدند.
در اواسط فوریه ۲۰۱۹، یک گور جمعی که حدود ۳٬۵۰۰ جسد را در خود جای داده بود، در زیر زمینی از مزرعه‌ای در حومه کشاورزی الفوخیکا کشف شد. این بزرگترین گور دسته جمعی بود که تاکنون پس از داعش کشف شده‌است. گزارش‌ها حاکی از آن است که این اجساد، قربانیانی بودند که در زمانی که داعش شهر را اداره می‌کرد اعدام شده‌اند.
در سال ۲۰۱۹ پروژه ای به نام «پروژه پناهگاه» توسط سازمان‌های بین‌المللی با هماهنگی شورای عمران رقه آغاز به کار کرد و بودجه لازم را برای ساکنان ساختمانهای جزئی تخریب شده جهت کمک به بازسازی آنها تأمین کرد. در آوریل ۲۰۱۹ بازسازی پل قدیمی رقه در فرات پایان یافت. این پل در ابتدا توسط نیروهای انگلیس در دوران جنگ جهانی دوم در سال ۱۹۴۲ ساخته شده‌است. بیمارستان ملی رقه بعد از بازسازی در ماه مه ۲۰۱۹ بازگشایی شد.
در ۲۵ آوریل ۲۰۱۹ سازمان عفو بین‌الملل در گزارشی اعلام کرد بیش از ۱٬۶۰۰ غیرنظامی طی چند ماه در سال ۲۰۱۷ در حملات آمریکا و متحدانش به شهر رقه در سوریه کشته شده‌اند.
در جریان حمله نظامی ترکیه به شمال شرقی سوریه، نیروهای دموکراتیک سوریه و دولت سوریه بر سر کنترل مناطق شمال سوریه به توافق رسیدند که ارتش سوریه، در مناطق تحت کنترل SDF از جمله رقه در شمال سوریه و برای جلوگیری از پیشروی ترکیه نیروهای خود را مستقر کند.

## نگارخانه

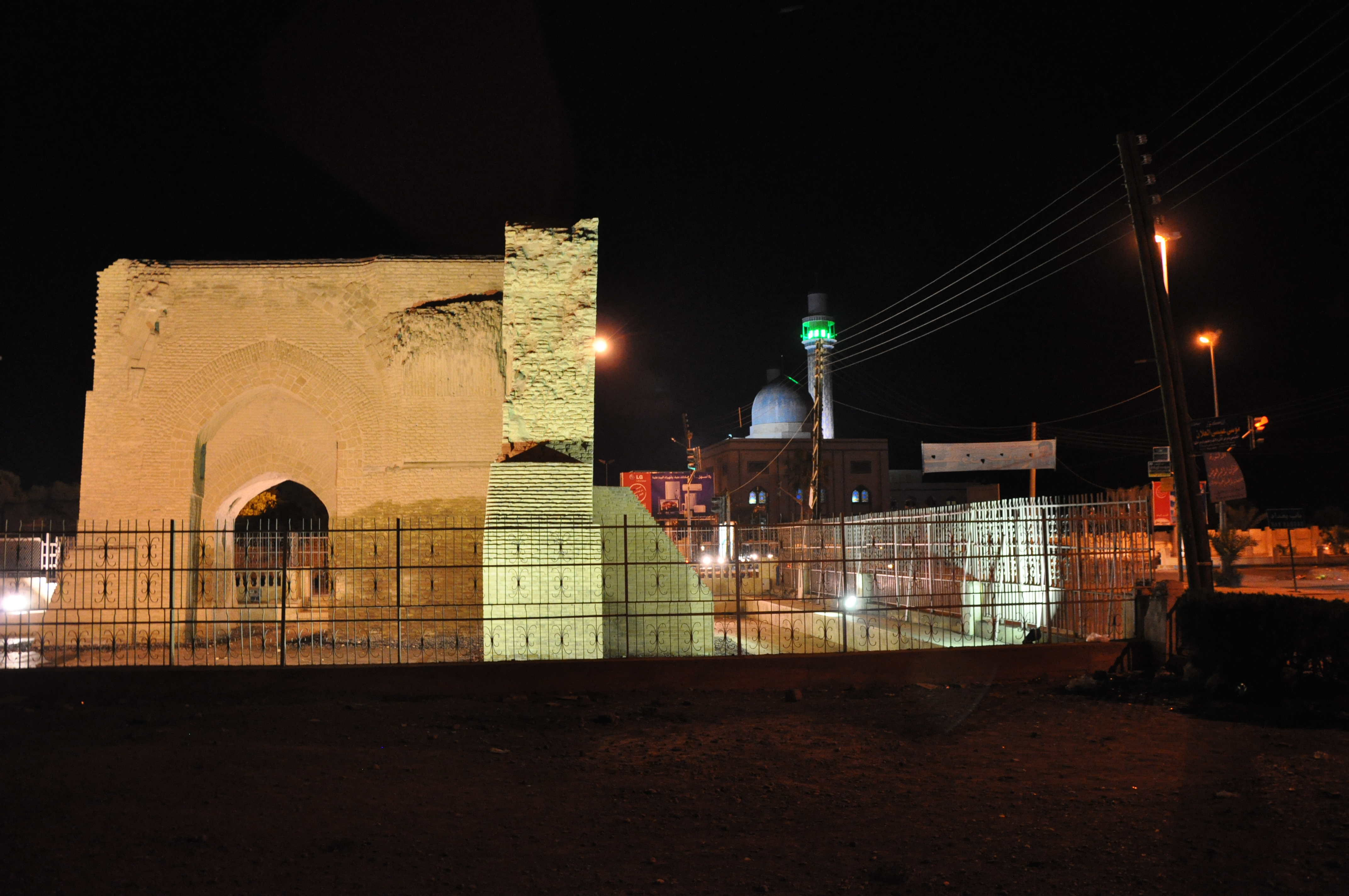
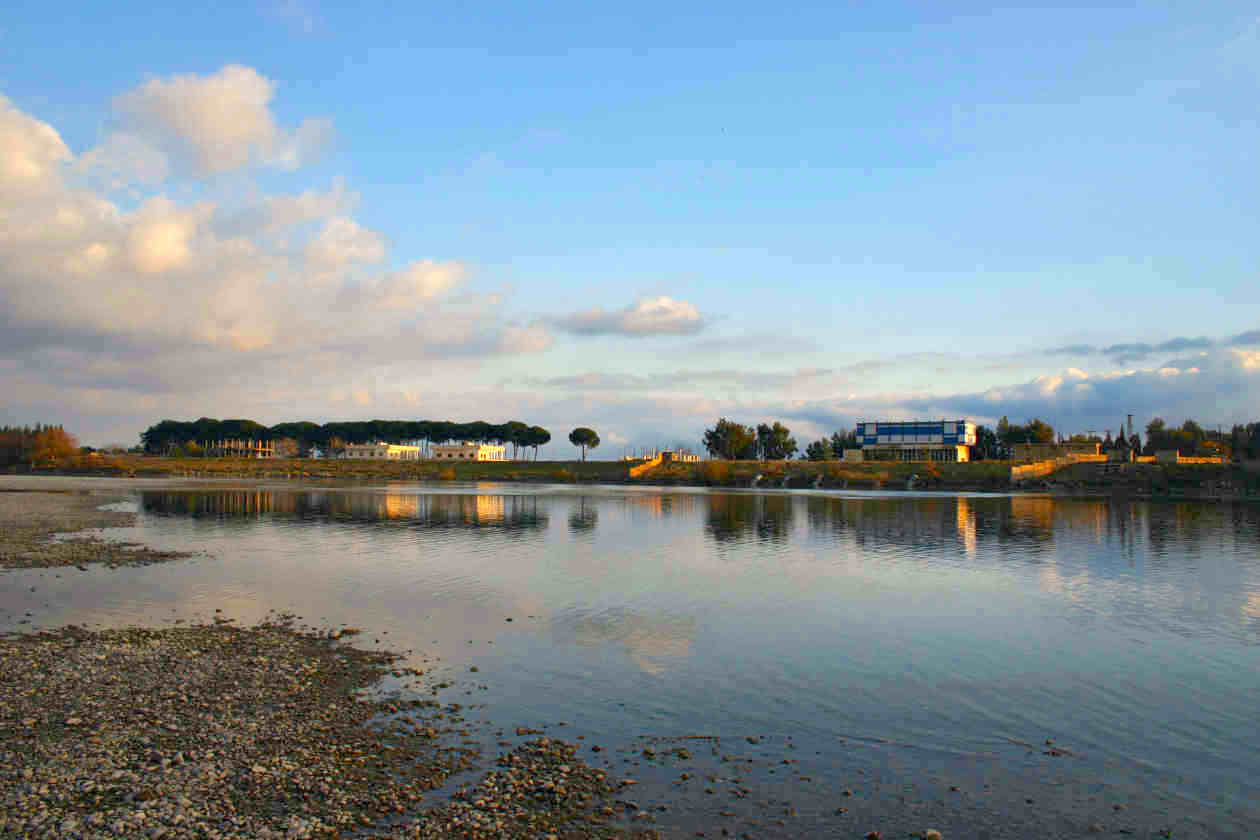
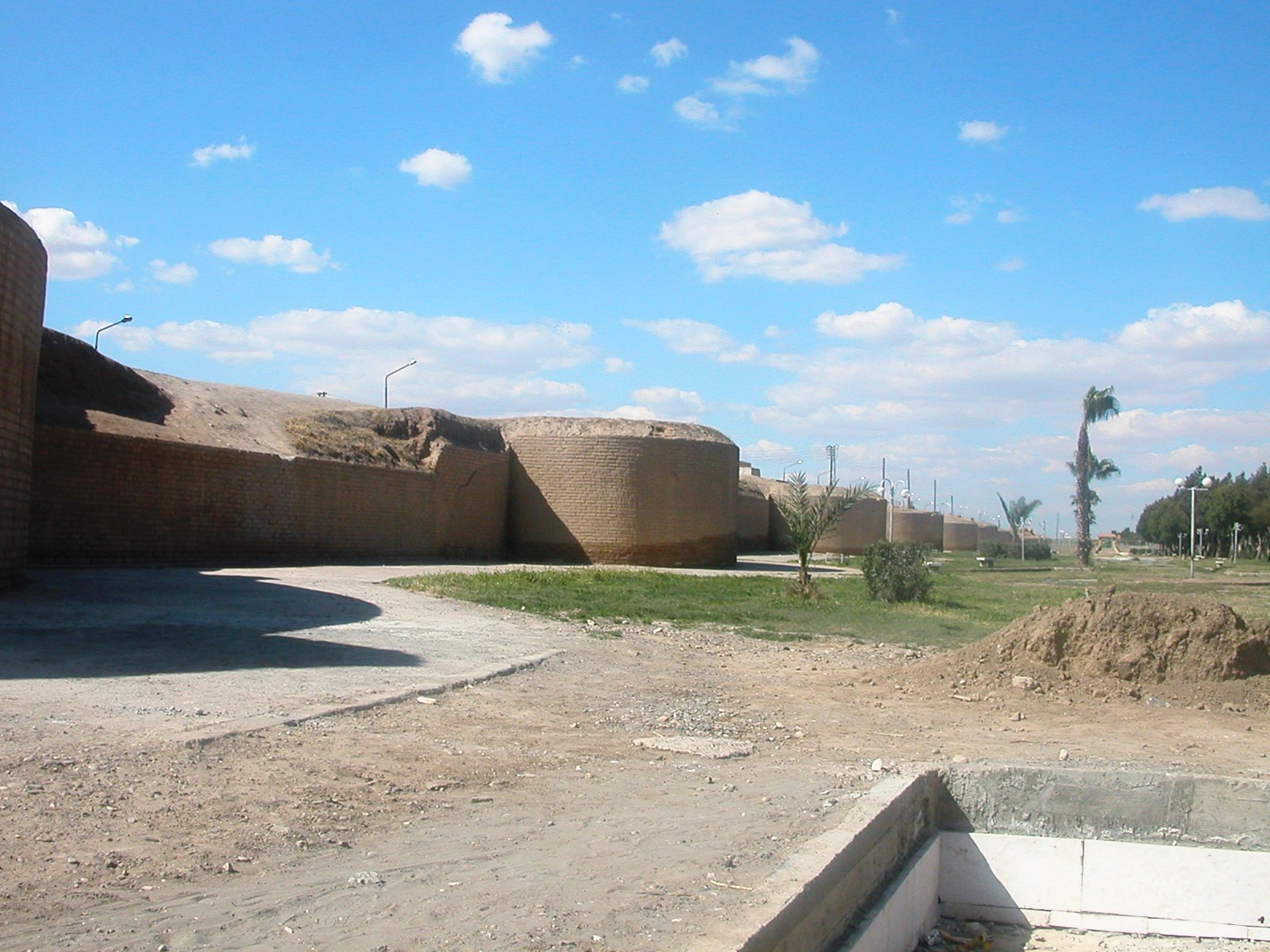
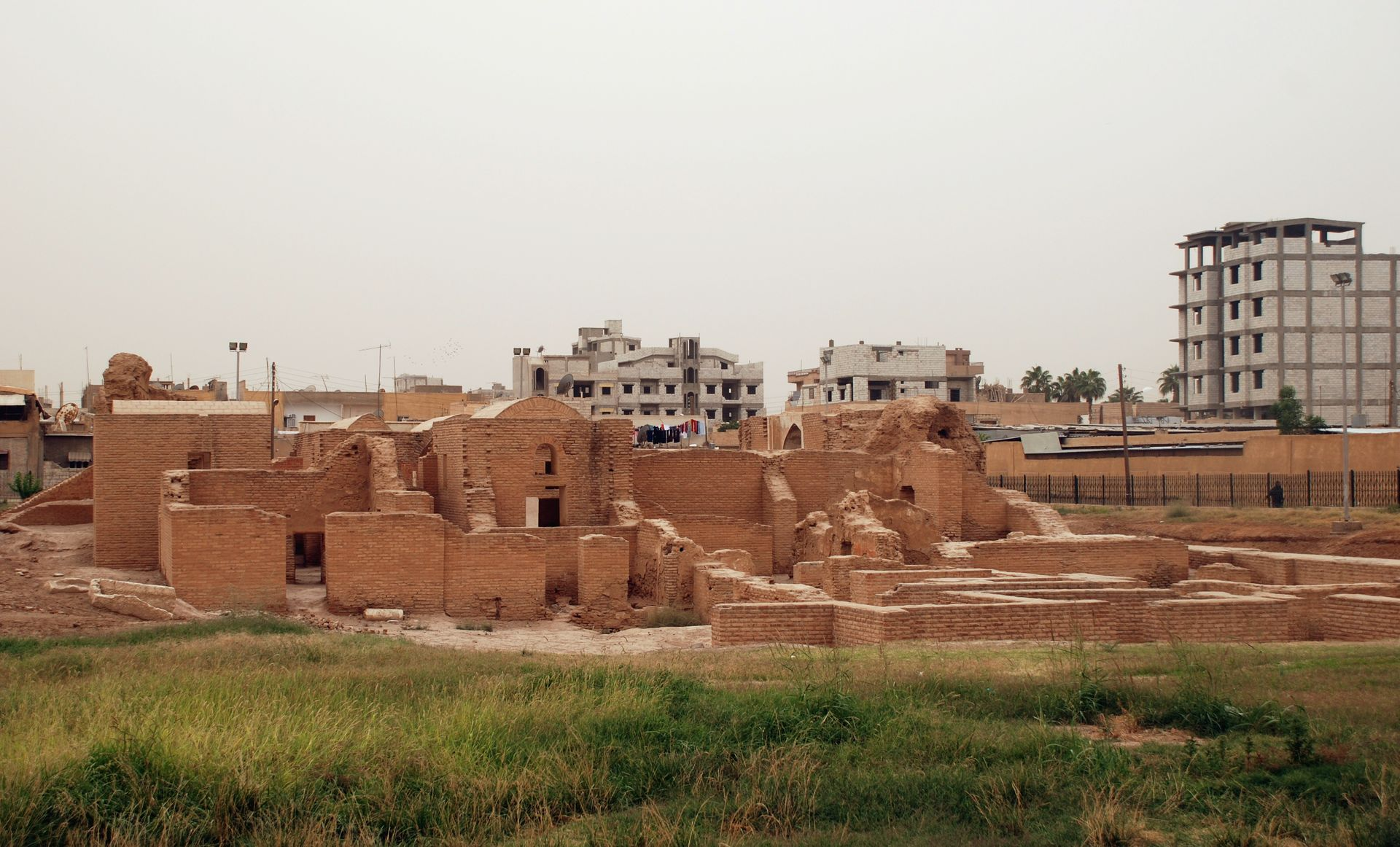

## آب و هوا
| داده‌های اقلیم رقه       | داده‌های اقلیم رقه | داده‌های اقلیم رقه | داده‌های اقلیم رقه | داده‌های اقلیم رقه | داده‌های اقلیم رقه | داده‌های اقلیم رقه | داده‌های اقلیم رقه | داده‌های اقلیم رقه | داده‌های اقلیم رقه | داده‌های اقلیم رقه | داده‌های اقلیم رقه | داده‌های اقلیم رقه | داده‌های اقلیم رقه |
| ماه                     | ژانویه            | فوریه             | مارس              | آوریل             | مه                | ژوئن              | ژوئیه             | اوت               | سپتامبر           | اکتبر             | نوامبر            | دسامبر            | سال               |
| ----------------------- | ----------------- | ----------------- | ----------------- | ----------------- | ----------------- | ----------------- | ----------------- | ----------------- | ----------------- | ----------------- | ----------------- | ----------------- | ----------------- |
| سابقهٔ بیش‌ترین °C (°F)   | ۱۸ (۶۴)           | ۲۲ (۷۲)           | ۲۶ (۷۹)           | ۳۳ (۹۱)           | ۴۱ (۱۰۶)          | ۴۲ (۱۰۸)          | ۴۳ (۱۰۹)          | ۴۷ (۱۱۷)          | ۴۱ (۱۰۶)          | ۳۵ (۹۵)           | ۳۰ (۸۶)           | ۲۱ (۷۰)           | ۴۷ (۱۱۷)          |
| میانگین بیش‌ترین °C (°F) | ۱۲ (۵۴)           | ۱۴ (۵۷)           | ۱۸ (۶۴)           | ۲۴ (۷۵)           | ۳۱ (۸۸)           | ۳۶ (۹۷)           | ۳۹ (۱۰۲)          | ۳۸ (۱۰۰)          | ۳۳ (۹۱)           | ۲۹ (۸۴)           | ۲۱ (۷۰)           | ۱۶ (۶۱)           | ۲۶ (۷۹)           |
| میانگین کم‌ترین °C (°F)  | ۲ (۳۶)            | ۳ (۳۷)            | ۵ (۴۱)            | ۱۱ (۵۲)           | ۱۵ (۵۹)           | ۱۸ (۶۴)           | ۲۱ (۷۰)           | ۲۱ (۷۰)           | ۱۶ (۶۱)           | ۱۲ (۵۴)           | ۷ (۴۵)            | ۴ (۳۹)            | ۱۱ (۵۲)           |
| سابقهٔ کم‌ترین °C (°F)    | −۷ (۱۹)           | −۷ (۱۹)           | −۲ (۲۸)           | ۲ (۳۶)            | ۸ (۴۶)            | ۱۲ (۵۴)           | ۱۷ (۶۳)           | ۱۳ (۵۵)           | ۱۰ (۵۰)           | ۲ (۳۶)            | −۲ (۲۸)           | −۵ (۲۳)           | −۷ (۱۹)           |
| بارندگی میلی‌متر (اینچ)  | ۲۲ (۰٫۸۷)         | ۱۸٫۲ (۰٫۷۲)       | ۲۴٫۳ (۰٫۹۶)       | ۱۰٫۲ (۰٫۴)        | ۴٫۵ (۰٫۱۸)        | ۰ (۰)             | ۰ (۰)             | ۰ (۰)             | ۰٫۱ (۰)           | ۳٫۱ (۰٫۱۲)        | ۱۲٫۴ (۰٫۴۹)       | ۱۳٫۶ (۰٫۵۴)       | ۱۰۸٫۴ (۴٫۲۸)      |
| میانگین روزهای بارندگی  | ۷                 | ۶                 | ۵                 | ۵                 | ۲                 | ۰                 | ۰                 | ۰                 | ۰٫۱               | ۲                 | ۳                 | ۶                 | ۳۶٫۱              |
| درصد رطوبت              | ۷۶                | ۷۲                | ۶۰                | ۵۳                | ۴۵                | ۳۴                | ۳۸                | ۴۱                | ۴۴                | ۴۹                | ۶۰                | ۷۳                | ۵۴                |
| منبع شماره ۱:           |                   |                   |                   |                   |                   |                   |                   |                   |                   |                   |                   |                   |                   |
| منبع شماره ۲:           |                   |                   |                   |                   |                   |                   |                   |                   |                   |                   |                   |                   |                   |